# キャサリン・ゼタ＝ジョーンズ
キャサリン・ゼタ＝ジョーンズ（Catherine Zeta-Jones CBE, 1969年9月25日 - ）は、イギリスの女優。2002年の映画『シカゴ』でアカデミー助演女優賞を受賞。2010年に、ミュージカル『A Little Night Music』でトニー賞ミュージカル主演女優賞を受賞。

## 生い立ち
ウェールズのスウォンジー出身。父親はキャンディ工場のマネージャー、母親はアイルランド人の血を引く。兄と弟がいる。本名は Catherine Jones だが、祖母の名前から取って Catherine Zeta-Jones としている。

## キャリア
11歳で『アニー』などの舞台に立ち、15歳の時にロンドンに移る。
1990年に『シェーラザード／新・千夜一夜物語』で映画デビュー。
翌年放送のイギリスのコメディ・シリーズ『The Darling Buds of May』に出演して英国内で注目を浴びるようになる。
1992年に『コロンブス』でハリウッドに進出。
1998年にスティーヴン・スピルバーグが製作総指揮を務めた『マスク・オブ・ゾロ』にてアントニオ・バンデラスの相手役に抜擢され、一躍注目を浴びる。
1998年のとある映画祭に参加した時に知り合ったマイケルダグラスが『マスク・オブ・ゾロ』を見て彼女を気に入って一目ぼれされ、猛烈アプローチを受ける。
1998年には「ピープル」誌にて「最も美しい人物」に選ばれた。
2000年11月18日に俳優のマイケル・ダグラスと結婚。
2000年8月に第1子男児ディランを出産した
2002年公開の『シカゴ』で共演のレネー・ゼルウィガーと共にゴールデングローブ賞 主演女優賞（ミュージカル・コメディ部門）にノミネートされたが受賞を逃した（ゼルウィガーが受賞）。アカデミー賞では助演部門で候補に挙がり、見事アカデミー助演女優賞を獲得。授賞式ではクィーン・ラティファと共に歌曲賞候補になっていた歌を披露した。
2003年4月に第2子女児キャリスを出産した。
2010年にミュージカル『A Little Night Music』でトニー賞 ミュージカル主演女優賞を受賞。
2010年6月にこれまでの功績が称えられ、大英帝国勲章（CBE）を授与された。
2010年に夫のマイケルダグラスがステージ４の喉頭がんと診断され、キャサリンも双極性障害に苦しみ、短期間メンタルクリニックへ入院した。
2011年1月にマイケルのがん闘病が終了完治したので、育児と両立をしながら、本格的に少しずつ女優活動に復帰する。
この為、キャサリンはしばらくの間は自分自身の療養と夫の介護と子供の育児に専念する日々となる。
2013年8月29日に夫のマイケルとの別居報道が報道がされるが、のちに関係が修復される。
2014年8月18日に米国ニューヨークのベッドフォードにある広さ約２万平方メートルと現地の不動産価値で約810万ドルもする広大な自宅を売却するという報道がされる。
2015年1月に第72回ゴールデングラブショーに出席。
俳優以外の活動では、化粧品ブランドエリザベス・アーデンのスポークスマンや携帯電話T-モバイルの広告塔を務めているほか、ラックスのイメージキャラクターになっている。日本では「ラックス」のCMで知名度を上げた。

## 私生活
2000年11月18日に俳優のマイケル・ダグラスと結婚。
2000年8月に第1子男児
2003年4月に第2子女児を出産した。
彼女は自身の子育てについてしばしば発言をしている。
パパラッチを怖れて、子供を公園に連れて行けないことを発言し、マスコミの取材の自粛を求めた。また、夫の出演映画に暴力や性描写が多いことから、「子供達には成人するまで見せない」と発言している。
2011年4月、双極性障害の治療の為に精神科で5日間の入院治療を受けたことを告白。「私が入院したことで、同じ病気を持っている人が一人でも病院に行く気持ちになってくれたら、と思います。黙って苦しむ必要はないのです」と『ピープル』誌に語った。一時は回復も伝えられたが、2013年現在、治療を続けている。
年齢を重ねても変わらぬ美貌と美しい黒髪と美しい体系のロングヘアに二人の子供の育児をやり遂げたことから特に母親世代と美容とダイエットに興味を持つ若い女性たちなどが絶大な人気と支持を集める英国とハリウッドを代表する女優である。

## 主な出演作品

### 映画
| 公開年 | 邦題 原題                                                       | 役名                                                        | 備考 | 吹き替え                                                                                    |
| ------ | --------------------------------------------------------------- | ----------------------------------------------------------- | --- | ------------------------------------------------------------------------------------------- |
| 1990   | シェーラザード/新・千夜一夜物語 1001 nuits, Les                 | シェーラザード                                              | 日本劇場未公開 |                                                                                             |
| 1991   | Out of the Blue                                                 | クリスティ                                                  | テレビ映画 | N/A                                                                                         |
| 1992   | コロンブス Christopher Columbus: The Discovery                  | ベアトリズ                                                  | | 相沢恵子                                                                                    |
| 1992   | The Adventures of Young Indiana Jones: Daredevils of the Desert | マヤ                                                        | | N/A                                                                                         |
| 1993   | 相続王座決定戦 Spilitting Heirs                                 | キティ                                                      | |                                                                                             |
| 1993   | The Young Indiana Jones Chronicles                              | マヤ                                                        | | N/A                                                                                         |
| 1994   | The Cinder Path                                                 | ヴィクトリア・チャップマン                                  | | N/A                                                                                         |
| 1994   | 帰郷/荒れ地に燃える恋 The Return of the Native                  | ユーステイシア・ヴァイ                                      | テレビ映画 | 塩田朋子（NHK-BS2版）                                                                       |
| 1995   | 女帝キャサリン Catherine the Great                              | エカチェリーナ2世                                           | テレビ映画 | 魏涼子                                                                                      |
| 1995   | ブルー・ジュース Blue Juice                                     | クロエ                                                      | |                                                                                             |
| 1996   | ザ・ファントム The Phantom                                      | サラ                                                        | 日本劇場未公開 | 渡辺美佐（ソフト版） 深見梨加（テレビ朝日版）                                               |
| 1998   | マスク・オブ・ゾロ The Mask of Zorro                            | エレナ・モンテロ / エレナ・ムリエタ（エレナ・デ・ラ・ベガ） | | 松熊明子（ソフト版） 石塚理恵（日本テレビ版）                                               |
| 1999   | エントラップメント Entrapment                                   | ヴァージニア・ベイカー                                      | ゴールデンラズベリー賞最低主演女優賞、最低スクリーンカップル賞ノミネート                                                         | 深見梨加（ソフト版） 田中敦子（テレビ朝日版） 朴璐美（テレビ東京版） 田中敦子（機内上映版） |
| 1999   | ホーンティング The Haunting                                     | セオ                                                        | ゴールデンラズベリー賞最低主演女優賞、最低スクリーンカップル賞ノミネート                                                         | 日野由利加                                                                                  |
| 2000   | ハイ・フィデリティ High Fidelity                                | チャーリー・ニコルソン                                      | | 小林優子                                                                                    |
| 2000   | トラフィック Traffic                                            | ヘレナ・アヤラ                                              | ゴールデングローブ賞 助演女優賞ノミネート                                                                                        | 佐々木優子                                                                                  |
| 2001   | アメリカン・スウィートハート America's Sweethearts              | グウェン・ハリソン                                          | | 日野由利加                                                                                  |
| 2002   | シカゴ Chicago                                                  | ヴェルマ・ケリー                                            | アカデミー助演女優賞受賞 英国アカデミー賞 助演女優賞受賞 ゴールデングローブ賞 主演女優賞（ミュージカル・コメディ部門）ノミネート | 深見梨加                                                                                    |
| 2003   | シンドバッド 7つの海の伝説 Sinbad: Legend of the Seven Seas     | マリーナ                                                    | 声の出演 日本劇場未公開 | 林真里花                                                                                    |
| 2003   | ディボース・ショウ Intolerable Cruelty                          | マリリン・レックスロス                                      | | 那須佐代子                                                                                  |
| 2004   | ターミナル The Terminal                                         | アメリア・ウォーレン                                        | | 深見梨加（DVD版） 安藤麻吹（フジテレビ版）                                                  |
| 2004   | オーシャンズ12 Ocean's Twelve                                   | イザベル・ラヒリ                                            | | 沢海陽子（ソフト版） 山像かおり（日本テレビ版）                                             |
| 2005   | レジェンド・オブ・ゾロ The Legend of Zorro                      | エレナ・デ・ベガ・ムリエタ                                  | | 日野由利加（ソフト版） 沢海陽子（日本テレビ版）                                             |
| 2007   | 幸せのレシピ No Reservations                                    | ケイト・アームストロング                                    | | 深見梨加                                                                                    |
| 2008   | 奇術師フーディーニ 〜妖しき幻想〜 Death Defying Acts            | メアリー                                                    | 日本劇場未公開 | 深見梨加                                                                                    |
| 2009   | 理想の彼氏 The Rebound                                          | サンディ                                                    | | 深見梨加                                                                                    |
| 2012   | ロック・オブ・エイジズ Rock of Ages                             | パトリシア・ホイットモア                                    | | （吹き替え版なし）                                                                          |
| 2012   | 噂のギャンブラー Lay the Favorite                               | チューリップ・ハイモウィッツ                                | | 浅井晴美                                                                                    |
| 2012   | スマイル、アゲイン Playing for Keeps                            | デニース                                                    | | うさみともこ                                                                                |
| 2013   | ブロークンシティ Broken City                                    | キャサリン・ホステラー                                      | | 深見梨加                                                                                    |
| 2013   | サイド・エフェクト Side Effects                                 | ヴィクトリア・シーバート博士                                | | 深見梨加                                                                                    |
| 2013   | REDリターンズ RED 2                                             | カーチャ・ペトロビッチ                                      | | 深見梨加                                                                                    |
| 2016   | ダッズアーミー Dad's Army                                       | ローズ・ウィンターズ                                        | |                                                                                             |
| TBA    | The Gallerist                                                   | TBA                                                         | 撮影中 |                                                                                             |

### テレビ
| 放映年    | 邦題 原題                                                              | 役名                         | 備考                                     | 吹き替え   |
| --------- | ---------------------------------------------------------------------- | ---------------------------- | ---------------------------------------- | ---------- |
| 1991-1993 | The Darling Buds of May                                                | マリエット                   | 計18話出演                               | N/A        |
| 1992      | インディ・ジョーンズ/若き日の大冒険 The Young Indiana Jones Chronicles | マヤ                         | 「Palestine, October 1917」              | N/A        |
| 1996      | ザ・タイタニック/運命の航海 Titanic                                    | イザベラ・パラダイン         | ミニシリーズ                             | 日野由利加 |
| 2005      | サタデー・ナイト・ライブ Saturday Night Live                           | 本人（ホスト）               | 「Catherine Zeta-Jones/Franz Ferdinand」 | N/A        |
| 2017      | フュード/確執 ベティ vs ジョーン Feud                                  | オリヴィア・デ・ハヴィランド | 計6話出演                                | 日野由利加 |
| 2018-2019 | Queen America                                                          | ヴィッキー・エリス           | 計10話出演                               | N/A        |
| 2021      | プロディガル・サン 殺人鬼の系譜 Prodigal Son                           | Dr.ビビアン・キャプショー    | 計7話出演（シーズン2）                   | 深見梨加   |
| 2022-     | ウェンズデー Wednesday                                                 | モーティシア・アダムス       | 計2話出演                                | 深見梨加   |
| 2022-2023 | ナショナル・トレジャー 一族の謎 National Treasure: Edge of History     | ビリー・ピアース             | 計10話出演                               | 深見梨加   |

## 日本語吹き替え
主に担当しているのは、以下の二人である。
深見梨加
『エントラップメント』（ソフト版）で初担当。以降、最も多く吹き替えており、ほぼ専属（フィックス）になっている。
日野由利加
『ホーンティング』で初担当。深見に次いで多く吹き替えている。
このほかにも、沢海陽子、田中敦子、山像かおり、松熊明子なども声を当てたことがある。